# 藤田俊哉
藤田俊哉（1971年10月4日—），已退役日本職業足球運動員，前日本國家足球隊成員，司職中場，現任英超球隊列斯聯足球發展主管（亞洲）。

## 俱樂部生涯
藤田俊哉1971年10月4日出生，在清水商业高校第二年球队获得了高校锦标赛冠军，1994年来到筑波大学，并在同一年进入磐田喜悦一线队，和名波浩，中山雅史等一起获得过6次阶段冠军，3次年度冠军和一次亚冠冠军。藤田个人也入选了3次日职联赛最佳十一人，2001年日职联赛MVP。
藤田俊哉职业生涯的第一个帽子戏法是在2000赛季日职联赛磐田喜悦和川崎前锋的比赛中，藤田俊哉以点球的方式打进了三粒进球，他也成为日职联赛史上第一位用点球完成帽子戏法的球员。
2002年磐田喜悦客场对浦和红钻的比赛中，藤田俊哉第九次在加时赛上打进了制胜球，藤田的加时赛进球数和浦和红钻球员福田正博并列第一。
2003年是日本国家队主教练济科对国家队成员的选拔向海外俱乐部，为了入选国家队磐田喜悦将其租借至荷甲烏德勒支并打进了一粒进球，租期结束后回到了日本。
2004年末，磐田喜悦主教练山本昌邦起用年轻选手使得藤田的出场机会减少，为了重新入选国家队同时为了得到更多出场机会的藤田转会至名古屋鲸鱼。并在2010年转会至熊本深红并考取了日本足球协会A级教练证书，2011年转会至千叶市原于年末离队。
2012年藤田俊哉选择退役，同年在日本足球协会第九次理事会中，藤田俊哉获得S级教练养成讲习会听讲者的机会。
2013年国立竞技场举行藤田俊哉送别赛，藤田俊哉与磐田喜悦效力时期的队友和以自己为核心的日本队的队友们一起比赛，藤田俊哉在上半场和下半场分别作为磐田喜悦队员和日本国家队队员登场并在上下半场分别为球队取得两粒进球。

## 國家隊生涯
1995年开始藤田俊哉入选了日本国家足球队，并在当年参加了戴拿斯杯，在与中国的比赛中打入一球帮助日本2比1取胜，而这也是他代表日本队的首个进球。
在11月19日日本与喀麦隆的比赛中，藤田俊哉首发代替受伤的中村俊辅打满全场，得到了主帅济科和媒体的一致好评。

## 執教生涯
2013年7月获得日本足球协会S级教练的认定。8月藤田来到荷兰并预定了荷甲芬洛教练的席位，但并没有获得劳工证，荷兰的劳工证获得条件非常困难，藤田的申请也一直被保留，最终在芬洛俱乐部与荷兰足球协会的努力下藤田于2014年获得任职的机会，2017年藤田俊哉来到荷乙阿培爾頓，在全体教练和球员的努力下球队获得了荷乙联赛冠军。2017年7月至今藤田来到英超列斯聯任职。
日本足球协会技术委员会委员长关塚隆今天宣布，前日本国脚藤田俊哉将会担任日本足协在欧洲常驻的强化部门职员。他的主要工作将会是对欧洲各国日本球员的表现进行观察和报告，以此协助各级国家队教练组进行工作。 

## 外部連結
- National Football Teams （页面存档备份，存于）
- 藤田俊哉 – FIFA國際賽競賽紀錄 (存檔)
- 藤田俊哉在 National-Football-Teams.com 上的出场纪录
- Japan National Football Team Database（页面存档备份，存于）
- 日本職業足球聯賽中的藤田俊哉 （日語）
- 藤田俊哉的X（前Twitter）
- 藤田俊哉的Instagram帳戶